# Банабхата
Банабхатта також Банабгатта та Бана (гінді:बाणभट्ट, VII ст. ) — давньоіндійський поет, що складав свої твори санскритом.

## Життєпис
Походив з брамінської родини Бходжака. Народився у с. Прітікута (в сучасному штаті Біхар). Після смерті батька вів мандрівне життя, але згодом повернувся додому. Ймовірно, під час своїх подорожей уславився як талановитий поет. Тому по поверненню дістав запрошення від Крішни Вармана, двоюрідного брата махараджихіраджи Харші. Згодом став придворним поетом останнього. Помер, йомвірно, після смерті Харші.

## Творчість
Йому належать два романи в прозі — «Харшачаріта» ("Життя Харші", "Життєпис Харші") і «Кадамбарі», що досі користуються в Індії широкою популярністю.
Перші глави «Харшачаріти» — це автобіографія Банабхатти (жанр невідомий давньоіндійській літературі ні до, ні після нього), де автор описує своїх предків, батьків, розповідає про людей, з якими він був близький, про свою подорож по різних областях Індії, нарешті, про те, як він потрапив до двору царя Харші. Вже це автобіографічний вступ показує, що «Харшачаріта» — роман не цілком звичайний, він нагадує історичний роман чи роман-хроніку: його героєм автор робить свого государя Харшу і намагається зобразити дійсні події його царювання.
Зміст «Кадамбарі» запозичено з «Бріхаткатхі» Гунадх'ї і зводиться до казкової історії кохання царевича Чандрапіди і красуні-самітниці Кадамбарі. Цей роман сильно перевантажено вставними описами, сюжет нерозривно пов'язаний з індуською концепцією переселення душ: майже всі його герої виступають то в одному, то в другому земному втіленні. Втім, у цілому його композиція досить вправна й винахідлива. Банабхатта поєднує в «Кадамбарі» головні і підлеглі розповіді, але вводить підлеглі розповіді для того, щоб повідомити про епізоди, які основний оповідач не міг знати. Він має в своєму розпорядженні події не в хронологічному порядку, а в тій послідовності, в якій з ними знайомиться герой.
Банабхатта також є автором «Чандішатаки» («Сто строф до Чанду»), звернення до богині Дурги. У ньому автор ретельно малює вигляд богині, аж до пальців на її ногах, разом з тим переказує міф про те, як Дурга знищила демона Махішу.